# Villarreal
Villarreal là một đô thị trong tỉnh Castellón, Cộng đồng Valencia, Tây Ban Nha. Đô thị Villarreal có diện tích 55,1 km², dân số theo điều tra năm 2010 của Viện thống kê quốc gia Tây Ban Nha là 51.367 người. Đô thị Villarreal nằm ở khu vực có độ cao 42 mét trên mực nước biển.